# Stempeda
Stempeda é uma localidade e antigo município da Alemanha localizado no distrito de Nordhausen, estado da Turíngia.
O antigo município de Stempeda foi incorporado à cidade de Nordhausen a partir de 1 de dezembro de 2007.